# Condado de Washington (Colorado)
El condado de Washington (en inglés: Washington County), fundado en 1887, es uno de los 64 condados del estado estadounidense de Colorado. En el año 2000 tenía una población de 4926 habitantes con una densidad poblacional de 0.66 personas por km². La sede del condado es Akron.

## Geografía
Según la Oficina del Censo, el condado tiene un área total de 6537 km² (2523,9 mi²), de la cual 6529 km² (2520,8 mi²) es tierra y 8 km² (3,1 mi²) (0,12%) es agua.

### Condados adyacentes
- Condado de Logan - norte
- Condado de Yuma - este
- Condado de Kit Carson - sureste
- Condado de Lincoln - suroeste
- Condado de Adams - oeste
- Condado de Arapahoe - oeste
- Condado de Morgan - oeste

## Demografía
En el 2000 la renta per cápita promedia del condado era de $32 431, y el ingreso promedio para una familia era de $37 287. En 2000 los hombres tenían un ingreso per cápita de $26 225 versus $21 558 para las mujeres. El ingreso per cápita para el condado era de $17 788. Alrededor del 11,40% de la población estaba bajo el umbral de pobreza nacional.

## Ciudades y pueblos
- Akron
- Anton
- Cope
- Last Chance
- Lindon
- Otis
- Woodrow